# Frauenliste (Deutschland)
Als Frauenliste wird eine Wahlliste bezeichnet, die von Frauengruppierungen aufgestellt wird und typischerweise ausschließlich weibliche Kandidaten enthält. Ziel der Frauenlisten ist es, den Frauenanteil in den politischen Gremien zu erhöhen.

## Geschichte
Nachdem die deutschnationale Reichstagsabgeordnete Anna von Gierke zur Reichstagswahl 1920 nicht mehr von ihrer Partei aufgestellt wurde, kandidierte sie auf einer Frauenliste für den Reichstag, ohne jedoch gewählt zu werden.
In der Zeit der Weimarer Republik wurde im Katholischen Deutschen Frauenbund die Frage einer Kandidatur von reinen (katholischen zentrumsnahen) Frauenlisten erörtert. In mindestens einem Fall wurde das Vorhaben in die Tat umgesetzt. In Ludwigshafen am Rhein kandidierte zu den Kommunalwahlen 1929 eine Katholikenfrauenliste und erreichte ein Mandat im Stadtrat (Anna Weltin).
Bei der Kommunalwahl in Stuttgart 1932 kandidierte eine Groß-Stuttgarter Frauenliste, in der sich bürgerliche Frauen verschiedener politischer Gruppierungen zusammengeschlossen hatten. Sie konnten allerdings kein Mandat erringen.
In der Sowjetischen Besatzungszone (SBZ) wurden 1945 Frauen-Ausschüsse (FA) zugelassen. Diese kandidierten bei den Kommunalwahlen 1946 in einigen Kommunen. Bei den halbfreien Landtagswahlen in der SBZ 1946 wurde nur in Sachsen eine Frauenliste der FA aufgestellt, die mit 0,6 % der Stimmen kein Mandat erzielte.

## Kommunale Frauenlisten
Kommunale Frauenlisten gibt es in Baden-Württemberg, Bayern, Brandenburg und Sachsen.

## Landesverband Bayrischer Frauenlisten

### Geschichte
Der Landesverband Bayrischer Frauenlisten wurde 1998 in Wemding gegründet.

### Mitgliedslisten
(Quelle:)
- Frauenliste Bayern, bayernweite parteiunabhängige Wählerinnengruppe, 2010 gegründet[5]
- Donau-Rieser Frauenliste[6]
- Frauenliste Feldafing[7]
- Frauenliste Großostheim
- Liste der Frauen Hirschaid (1972 bis 2022)
- Frauenliste Stadt und Landkreis Kronach, Stadtrat Teuschnitz[8]
- Unabhängige Frauenbewegung UFB[9]
- Frauen für Moosach[10]
- Nördlinger Frauenliste[11]
- Oberammergauer Frauenliste[12]
- Frauenliste Rimbach
- Frauenliste Steingaden
- Frauenliste Tuntenhausen[13]
- Frauenliste Wallersdorf[14]
- Wemdinger Frauenliste[15]
- Frauenliste Wertach

## Dachverband Frauenlisten Baden-Württemberg e. V.

### Geschichte
Im März 2004 wurde der Dachverband Frauenlisten Baden-Württemberg gegründet. Der Verband will neue Gründungen von kommunalen Frauenlisten unterstützen und den Frauenanteil in Gremien erhöhen.
Bei der Kommunalwahl in Baden-Württemberg am 7. Juni 2009 sind 34 Frauenlisten bei Gemeinderatswahlen und eine Frauenliste bei der Kreistagswahl angetreten. Von den 612 Bewerberinnen der Gemeinderatslisten wurden 82 gewählt. Von den 34 Frauenlisten in Baden-Württemberg sind 20 Frauenlisten im Dachverband Frauenlisten Baden-Württemberg e. V. aktiv. Präsidentin des Dachverbandes war ab Mai 2011 Susanne Berger. Sie hat den Dachverband bis April 2022 begleitet. Seit April 2023 ist Claudia Musse neue Präsidentin des Verbandes. Im Landkreis Biberach in Baden-Württemberg gibt es seit 1999 eine Frauenliste, die drei Mitglieder im Kreistag stellt.

### Mitgliedslisten
- Frauenliste Appenweier
- Frauenliste Alpirsbach[18]
- Frauen i. d. Kreistag LK Biberach[19]
- Wir Frauenliste Berkheim
- Frauenliste Ebringen[20]
- Frauenliste Gruibingen
- Frauenliste Herrenberg[21]
- Frauenliste Kirchheim/Teck[22]
- Frauenliste Langenbrettach
- Frauenliste Walddorfhäslach[23]
- Frauenliste Seewald
- Frauen i. d. Kreistag LK Freudenstadt[24]

## Brandenburg

### Geschichte
1997 existierten im Land Brandenburg sieben unabhängige Frauenlisten, aktuell gibt es drei aktive Listen.
- Frauenliste Cottbus e. V.
- Frauenliste Ludwigsfelde
- Unabhängige Frauenliste Königs Wusterhausen (KaWe)[25]

## Landtagswahlen
Bei der Bürgerschaftswahl in Bremen 1995 trat eine Bremer Frauen Liste (Kurzbezeichnung Frauen) im Wahlbereich Bremen an. Mit 0,4 % verfehlte man den Einzug in die Bürgerschaft.
Die Frauenliste Bayern e. V. trat zur Landtagswahl in Bayern 2013 in zwei der sieben Wahlkreise an. Sie erreichte in Schwaben und Oberfranken jeweils 0,6 % der Stimmen; dies entspricht 0,1 % der Stimmen in ganz Bayern.